# Liste der portugiesischen Botschafter in Neuseeland
Die Liste der portugiesischen Botschafter in Neuseeland listet die Botschafter der Republik Portugal in Neuseeland auf. Die beiden Staaten unterhalten seit 1976 direkte diplomatische Beziehungen.
Portugal richtete danach keine eigene Botschaft in Neuseeland ein, der portugiesische Botschafter in Australien ist auch für Neuseeland zuständig und doppelakkreditiert sich dazu in Neuseeland (Stand 2019).
Zwei portugiesische Honorarkonsulate sind in Neuseeland eingerichtet, in Māngere bei Auckland und in der Hauptstadt Wellington.

## Missionschefs
| Name                                    | Bild       | Amtszeit                           | Anmerkungen                                                                      |
| Neuseeland                              | Neuseeland | Neuseeland                         | Neuseeland                                                                       |
| --------------------------------------- | ---------- | ---------------------------------- | -------------------------------------------------------------------------------- |
| António Cabrita Matias                  |            | 1976–2. April 1980                 | Botschafter mit Amtssitz Canberra, am 22. Juni 1976 in Wellington akkreditiert   |
| José Lourenço Pereira de Sousa Sarmento |            | 8. April 1980 –7. Januar 1981      | Übergangs-Geschäftsträger am Amtssitz Canberra                                   |
| Inácio José D'Araújo Rebello de Andrade |            | 7. Januar 1980 –2. Juli 1988       | Botschafter mit Amtssitz Canberra, am 24. Februar 1981 akkreditiert              |
| José Pacheco Luiz Gomes                 |            | 13. Juli 1988 –21. Februar 1993    | Botschafter mit Amtssitz Canberra, am 31. August 1988 in Wellington akkreditiert |
| Rui Manuel Pereira Goulart D’Ávila      |            | 28. Februar 1993 –21. Februar 1996 | Botschafter mit Amtssitz Canberra, am 25. Juni 1993 in Wellington akkreditiert   |
| Zózimo Justo da Silva                   |            | 1. Juli 1996 –31. Januar 2001      | Botschafter mit Amtssitz Canberra, am 7. Oktober 1996 in Wellington akkreditiert |
| José Ernest Henzler Vieira Branco       |            | 12. Februar 2001 –26. Januar 2005  | Botschafter mit Amtssitz Canberra                                                |
| António Augusto Jorge Mendes            |            | 15. Januar 2005 –25. April 2010    | Botschafter mit Amtssitz Canberra                                                |
| Rui Quartin Santos                      |            | 2. Mai 2010 – 2. Dezember 2012     | Botschafter mit Amtssitz Canberra                                                |
| Paulo Jorge Sousa da Cunha Alves        |            | 14. Juni 2013 –7. August 2018      | Botschafter mit Amtssitz Canberra, am 1. Mai 2014 in Wellington akkreditiert     |
| Pedro da Vinha Rodrigues da Silva       |            | seit 26. Oktober 2018              | Botschafter mit Amtssitz Canberra                                                |